# Campeonato Asiático de Atletismo de 2023 - 400 m com barreiras masculino
A prova dos 400 metros com barreiras masculino do Campeonato Asiático de Atletismo de 2023 foi disputada nos dias 14 e 15 de julho de 2023, no Estádio Nacional, em Banguecoque, na Tailândia.

## Recordes
Antes desta competição, os recordes mundiais e do campeonato nesta prova eram os seguintes:
|                       | Nome              | Nacionalidade | Tempo  | Local  | Data                |
| --------------------- | ----------------- | ------------- | ------ | ------ | ------------------- |
| Recorde mundial       | Karsten Warholm   | Noruega       | 45s 94 | Tóquio | 3 de agosto de 2021 |
| Recorde do campeonato | Abderrahman Samba | Catar         | 47s 51 | Doha   | 22 de abril de 2019 |
| Recorde asiático      | Abderrahman Samba | Catar         | 46s 98 | Paris  | 30 de junho de 2018 |

## Medalhistas
| Ouro                 | Prata               | Bronze                           |
| Bassem Hemeida (QAT) | Yusaku Kodama (JPN) | Santhosh Kumar Tamilarasan (IND) |

## Cronograma
Todos os horários são locais (UTC+7)
| Data        | Hora  | Evento    |
| ----------- | ----- | --------- |
| 13 de julho | 09:25 | Bateria   |
| 13 de julho | 18:25 | Semifinal |
| 14 de julho | 16:40 | Final     |

## Resultados

### Bateria
Qualificação: 3 atletas de cada bateria  (Q) mais os  4 melhores qualificados (q).
| Posição | Bateria | Atleta                     | Nacionalidade  | Tempo | Notas           |
| ------- | ------- | -------------------------- | -------------- | ----- | --------------- |
| 1       | 4       | Yusaku Kodama              | Japão          | 50.31 | Q               |
| 2       | 2       | Eric Cray                  | Filipinas      | 50.39 | Q               |
| 3       | 2       | Xie Zhiyu                  | China          | 50.47 | Q               |
| 4       | 3       | Santhosh Kumar Tamilarasan | Índia          | 50.50 | Q               |
| 5       | 1       | Palaksha Yashas            | Índia          | 50.84 | Q               |
| 6       | 3       | Kaito Tsutsue              | Japão          | 51.01 | Q               |
| 7       | 1       | Mehdi Pirjahan             | Irão           | 51.11 | Q               |
| 8       | 4       | Bassem Hemeida             | Catar          | 51.18 | Q               |
| 9       | 1       | Peng Ming-yang             | Taipé Chinesa  | 51.27 | Q               |
| 10      | 4       | Chen Chieh                 | Taipé Chinesa  | 51.37 | Q               |
| 11      | 3       | Mohamed Dahim Al-Mouaoui   | Arábia Saudita | 51.46 | Q               |
| 12      | 1       | Nathapol Dansoongnern      | Tailândia      | 51.52 | q               |
| 13      | 3       | Vyacheslav Zems            | Cazaquistão    | 51.58 | q               |
| 14      | 2       | Marc Anthony Ibrahim       | Líbano         | 51.59 | Q               |
| 15      | 4       | Dmitriy Koblov             | Cazaquistão    | 51.75 | q               |
| 16      | 1       | Calvin Quek                | Singapura      | 51.96 | q               |
| 17      | 1       | Rusleen Zikry Putra Roseli | Malásia        | 52.52 |                 |
| 18      | 4       | Methasit Krapinu           | Tailândia      | 52.76 | Recorde pessoal |
| 19      | 2       | Doudai Ismail Abakar       | Catar          | 53.03 |                 |
| 20      | 2       | Phattanan Thorphathong     | Tailândia      | 53.50 |                 |
| 21      | 2       | Zaid Al-Awamleh            | Jordânia       | 55.65 | Recorde pessoal |
| 22      | 3       | Dilshodbek Boboqulov       | Uzbequistão    | 53.38 |                 |
| 23      | 4       | Muhammad Fakhrul Afizur    | Malásia        | 54.71 |                 |
| 24      | 3       | Leonid Pronzhenko          | Tajiquistão    | 55.30 |                 |
| 25      | 4       | Siphasouk Botvilaithong    | Laos           | 58.51 | Recorde pessoal |

### Semifinal
Qualificação: 3 atletas de cada bateria  (Q) mais os  2 melhores qualificados (q).
| Posição | Bateria | Atleta                     | Nacionalidade  | Tempo | Notas |
| ------- | ------- | -------------------------- | -------------- | ----- | ----- |
| 1       | 2       | Yusaku Kodama              | Japão          | 49.45 | Q     |
| 2       | 2       | Palaksha Yashas            | Índia          | 49.60 | Q     |
| 2       | 2       | Xie Zhiyu                  | China          | 49.60 | Q     |
| 4       | 1       | Mehdi Pirjahan             | Irão           | 49.71 | Q     |
| 5       | 2       | Bassem Hemeida             | Catar          | 49.81 | q     |
| 6       | 1       | Eric Cray                  | Filipinas      | 49.98 | Q     |
| 7       | 2       | Peng Ming-yang             | Taipé Chinesa  | q     |       |
| 8       | 1       | Santhosh Kumar Tamilarasan | Índia          | 50.06 | Q     |
| 9       | 1       | Kaito Tsutsue              | Japão          | 50.09 |       |
| 10      | 1       | Chen Chieh                 | Taipé Chinesa  | 50.19 |       |
| 11      | 1       | Mohamed Dahim Al-Mouaoui   | Arábia Saudita | 50.80 |       |
| 12      | 1       | Dmitriy Koblov             | Cazaquistão    | 50.81 |       |
| 13      | 2       | Marc Anthony Ibrahim       | Líbano         | 51.22 |       |
| 14      | 1       | Calvin Quek                | Singapura      | 51.82 |       |
| 15      | 2       | Vyacheslav Zems            | Cazaquistão    | 52.28 |       |
| 8       | 2       | Nathapol Dansoongnern      | Tailândia      | DSQ   |       |

### Final
A final ocorreu no dia 14 de julho às 16:40.
| Posição           | Raia | Atleta                     | Nacionalidade | Tempo | Notas           |
| ----------------- | ---- | -------------------------- | ------------- | ----- | --------------- |
| Medalha de ouro   | 2    | Bassem Hemeida             | Catar         | 48.64 | Recorde pessoal |
| Medalha de prata  | 6    | Yusaku Kodama              | Japão         | 48.96 |                 |
| Medalha de bronze | 7    | Santhosh Kumar Tamilarasan | Índia         | 49.09 |                 |
| 4                 | 4    | Xie Zhiyu                  | China         | 49.19 | Recorde pessoal |
| 5                 | 3    | Mehdi Pirjahan             | Irão          | 49.55 |                 |
| 6                 | 8    | Eric Cray                  | Filipinas     | 49.76 |                 |
| 7                 | 1    | Peng Ming-yang             | Taipé Chinesa | 50.33 |                 |
| 8                 | 5    | Palaksha Yashas            | Índia         | DNS   |                 |

Legenda
| Recorde mundial       | Recorde mundial (World record)               |                       | Recorde africano                      | Recorde africano (African) |                                           | Q | Classificado por posição (Qualified) |
| Recorde do campeonato | Recorde do campeonato (Championship record)  | Recorde da América    | Recorde da América (Americas)         | q                          | Classificado por melhor tempo (Qualified) |   |                                      |
| Melhor marca do ano   | Melhor marca do ano (World leading)          | Recorde asiático      | Recorde asiático (Asian)              | DNS                        | Não largou (Did not start)                |   |                                      |
| Recorde nacional      | Recorde nacional (National record)           | Recorde europeu       | Recorde europeu (European)            | DNF                        | Não terminou (Did not finish)             |   |                                      |
| Recorde pessoal       | Recorde pessoal do atleta (Personal best)    | Recorde da Oceania    | Recorde da Oceania (Oceania)          | DSQ / DQ                   | Desclassificado (Disqualified)            |   |                                      |
| Recorde da temporada  | Recorde da temporada do atleta (Season best) | Recorde sul-americano | Recorde sul-americano (South America) | NM                         | Sem marca (No mark)                       |   |                                      |